# 桜庭春一郎
桜庭 春一郎（さくらば しゅんいちろう）は、日本の官能小説家。株式会社フランス書院が2017年に主催した第20回フランス書院文庫官能大賞において特別賞を受賞しデビュー。

## 人物
官能小説家としてのデビューは、2018年9月の『淫らでごめんね 僕のかわいい奴隷たち』である。同作品は第20回フランス書院文庫官能大賞において特別賞に選定された『特殊性癖特区 秘めた願望を持つ女の子たちの露出調教から始まる恋』が改稿されたものである。作風としては、いわゆる誘惑系を得意とする。

## 著書

### フランス書院文庫
- 淫らでごめんね 僕のかわいい奴隷たち（2018年9月）
- お泊まり看護 未亡人兄嫁と姪が子作りまでお世話します（2019年4月）
- 通い子作り【お世話します】 義母、母の友人、友達のママ（2019年10月）
- とろける婿入り【色っぽい嫁の母とふたりきり】（2020年2月）
- とろけるお世話 下宿先の美母娘と独身熟女（2020年7月）
- 隣の世話好き母娘【やりすぎお手伝い】（2020年12月）
- 両隣の世話好き淫妻【たくさんなぐさめて】（2021年6月）
- 先生みたいな熟女でいいの？ 初体験教室（2021年9月）
- とろける夜這い 彼女の母、人妻大家、近所のおばさんに…（2022年2月）
- 夢の熟女サウナ 義母と兄嫁と叔母（2022年7月）
- したくなる湯 六人の濡れ熟女（2022年11月）
- したくなるベッド 兄嫁、妻の母、隣の新妻が…（2023年2月）
- 母さんのなかで…（2023年5月）
- 淫らな妊活（2023年6月）
- 初夜 母さんと姉さんのなかに…（2023年10月）

### フランス書院eブックス
- 金髪処女ギャル、アナル堕ち（2021年11月）
- 姦獄馬術部【令嬢調教】（2022年3月）
- 催眠アプリでリア充妹を寝取ってヤリ放題（2022年11月）